# Liga Portugal 2
Liga Portugal 2 este al doilea nivel competițional de fotbal din Portugalia. A fost cunoscută ca Segunda Divisão de Honra din 1990 până în 2000 iar ca Liga de Honra (Română: Liga Onoarei) din 2002 până în 2006.

## Cluburile participante în sezonul 2011-2012
| Club         | Stadion                                         | Capacitate |
| ------------ | ----------------------------------------------- | ---------- |
| Portimonense | Estádio Municipal de Portimão                   | 6.204      |
| Naval        | Estádio Municipal José Bento Pessoa             | 10.000     |
| Trofense     | Estádio Clube Desportivo Trofense               | 5.200      |
| Oliveirense  | Estádio Carlos Ósorio                           | 4.900      |
| Arouca       | Estádio Municipal de Arouca                     | 2.500      |
| Leixões      | Estádio do Mar                                  | 9.497      |
| Moreirense   | Estádio Comendador Joaquim de Almeida Freitas   | 6.151      |
| Aves         | Estádio do Clube Desportivo das Aves            | 8.560      |
| Sta. Clara   | Estádio de São Miguel                           | 15.277     |
| Estoril      | Estádio António Coimbra da Mota                 | 5.000      |
| Freamunde    | Complexo Desportivo do Sport Clube de Freamunde | 5.000      |
| Belenenses   | Estádio do Restelo                              | 20.300     |
| Penafiel     | Estádio Municipal 25 de Abril                   | 6.500      |
| Covilhã      | Complexo Desportivo da Covilhã                  | 3.000      |
| União        | Campo Adelino Rodrigues                         | 2.000      |
| Atlético     | Estádio Tapadinha                               | 10.000     |